# Japan Open Tennis Championships 1999
Il Japan Open Tennis Championships 1999 è stato un torneo di tennis giocato sul cemento.
È stata la 27ª edizione del Japan Open Tennis Championships, che fa parte della categoria International Series Gold nell'ambito dell'ATP Tour 1999 
e della Tier III nell'ambito del WTA Tour 1999.
Sia il torneo maschile che quello femminile si sono giocati all'Ariake Coliseum di Tokyo in Giappone, 
dal 12 al 18 aprile 1999.

## Campioni

### Singolare maschile
Nicolas Kiefer ha battuto in finale  Wayne Ferreira con il punteggio di 7–6(5), 7–5.

### Singolare femminile
Amy Frazier ha battuto in finale  Ai Sugiyama con il punteggio di 6–2, 6–2.

### Doppio maschile
Jeff Tarango /  Daniel Vacek hanno vinto in finale per il ritiro della coppia  Wayne Black /  Brian MacPhie sul punteggio di 4–3.

### Doppio femminile
Corina Morariu /  Kimberly Po hanno battuto in finale  Catherine Barclay /  Kerry-Anne Guse con il punteggio di 6–3, 6–2.